# Arlington (thị trấn), Wisconsin
Arlington là một thị trấn thuộc quận Columbia, tiểu bang Wisconsin, Hoa Kỳ. Năm 2010, dân số của thị trấn này là 795 người.